# 周培公
周 培公（しゅう ばいこう、1632年 - 1701年）。名は"昌"。字は"培公"。湖北省荊門の出身。
明の崇禎5年（1632年）に生まれ、清の康熙40年（1701年）没。享年69。
康熙帝の側近であり、重要な謀臣の一人。三藩の乱を鎮圧した将軍の一人。
| スタブアイコン | サブスタブ | この項目は、まだ閲覧者の調べものの参照としては役立たない、人物に関連した書きかけの項目です。この項目を加筆・訂正などしてくださる協力者を求めています（P:人物伝/PJ:人物伝）。 |